# Tegskifte

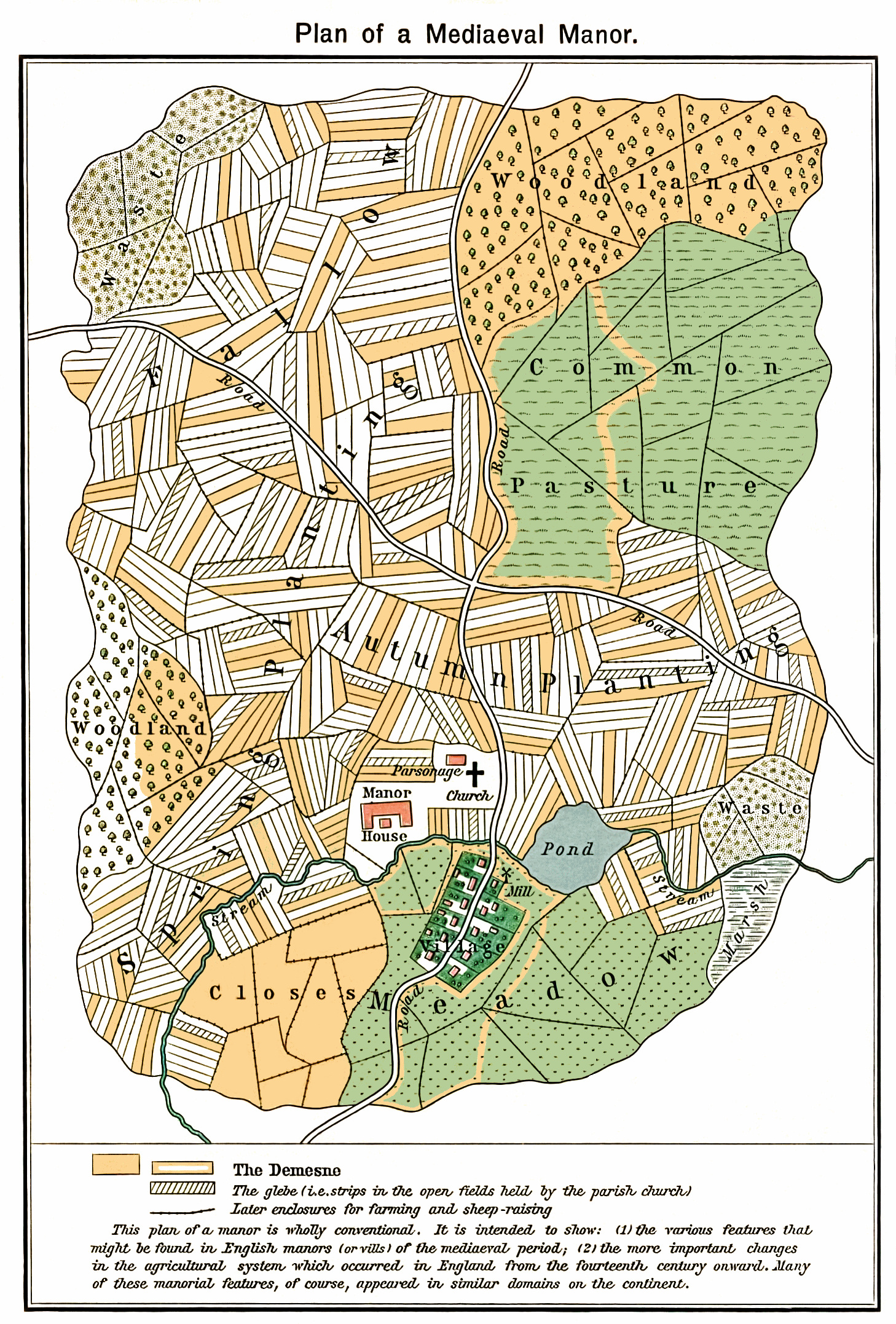
Bild av tegskiftad jord med de många åkerremsor som varje bonde hade att bruka

Tegskifte var den skiftesform som tidigare tillämpades i stora delar av Europa och i Sverige (i Sverige fram till Storskiftesreformen 1749). Tegskiftet innebar att varje gård i en by tilldelades var sin del i byns gärden. Varje gårds andel i byn kunde vara olika stor.  Skiftet gjorde att alla gårdar fick så stor andel av byns mark som deras andel berättigade dem till. Skiftet hade som grundprincip att ingen gård skulle gynnas mer än andra men det är en vanlig missuppfattning att detta skulle innebära total rättvisa mellan en bys gårdar. Skiftesformen fungerade relativt bra under tidig tid men vartefter befolkningen ökade och gårdarna runt om i landet skiftades mer och mer mellan gårdsbarnen, ofta i många generationer, blev tegskiftet med tiden mycket opraktiskt. Ett annat problem var den stora arbetsmängd som krävdes för att förflytta sig och sina redskap mellan varje teg. 
Med tiden blev tegskiftet så ineffektivt att statsmakten såg sig tvungen att genomföra de stora jordreformer som genomdrevs under 1700-talet och början av 1800-talet. Någon tvingande nationell jordreform genomfördes dock aldrig utan både storskiftet och det laga skiftet byggde på skiftesanmälan från åtminstone en av byns bönder. Hade en bonde gjort en sådan anmälan var resten av byns bönder tvungna att medverka i skiftet, vilket ofta bidrog till osämja mellan bybor. Detta gjorde dels att många bönder kände sig missgynnade jämfört med tegskiftet, då vissa i.o.m. det nya systemet kunde erhålla åkrar med god jordkvalitet och växtbarhet medan andra helt kunde tillskiftas magrare jord. Det gjorde även att många byar i de stora slättlandskapen splittrades då bönderna blev tvungna att flytta sina boningshus, ut från byn, till sina nya mer sammanhängande ägor.